# Kijewo (województwo wielkopolskie)
Kijewo – wieś w Polsce położona w województwie wielkopolskim, w powiecie średzkim, w gminie Środa Wielkopolska.

## Opis
W trakcie potopu szwedzkiego wieś została niemal doszczętnie zniszczona. Jedna z legend donosi, że około 1780 roku na sejmik średzki w charakterze królewskiego posła przybył Józef Wybicki, późniejszy twórca słów narodowego hymnu. Ponieważ jednak stał się mimo woli posłańcem źle przyjętych przez szlachtę królewskich zamiarów, pośpiesznie opuścił miasto nim doszło do zbrojnych wystąpień przeciwko niemu. Legenda dopowiada, że ratujący się z opresji przed szlacheckimi kijami Wybicki schronił się we wsi, od czego wieś otrzymała nazwę Kijewo.
We wsi wznosi się dwór z 1880 roku. To tutaj urodził się Alfred Milewski – uczestnik I wojny światowej, dowódca 1. średzkiej kompanii podczas powstania wielkopolskiego, poseł na Sejm V kadencji II RP 1938–39. Walczył również podczas II wojny światowej w Brześciu n. Bugiem. Został internowany w obozach w Kozielsku i Griazowcu. W 1941 roku wstąpił do Armii Polskiej gen. W. Andersa, służył następnie w 3. Dywizji Strzelców Karpackich, II Korpusie Polskim. Po wojnie przebywał na emigracji w Wielkiej Brytanii.
Na części wsi w latach 70. XX wieku zbudowano jedną z filii zakładów Hortex. Obecnie znajduje się tam Zakład Przetwórstwa Owocowo–Warzywnego.
W latach 1954–1959 wieś należała i była siedzibą władz gromady Kijewo, po jej zniesieniu w gromadzie Środa. W latach 1975–1998 miejscowość administracyjnie należała do województwa poznańskiego.
1 stycznia 2017 część miejscowości (192,22 ha) została włączona do Środy Wielkopolskiej. 1 stycznia 2018 kolejna część miejscowości (202,17 ha) została włączona do Środy Wielkopolskiej.